# 圣佩达尔代
圣佩达尔代（法語：Saint-Pé-d'Ardet，法語發音：[sɛ̃ pe daʁdɛ]）是法国上加龙省的一个市镇，属于圣戈当区。

## 地理
圣佩达尔代（42°59'5"N, 0°40'15"E）面积3.47 平方千米，位于法国奧克西塔尼大區上加龙省，该省份为法国西南部内陆省份，西南端与西班牙接壤，自此顺时针与上比利牛斯省、热尔省、塔恩-加龙省、塔恩省、奥德省和阿列日省接壤。
与圣佩达尔代接壤的市镇（或旧市镇、城区）包括：昂蒂尚德弗龙蒂涅、卡佐努、热诺、卢尔德、马尔沃济、蒙科。
圣佩达尔代的时区为UTC+01:00、UTC+02:00（夏令时）。

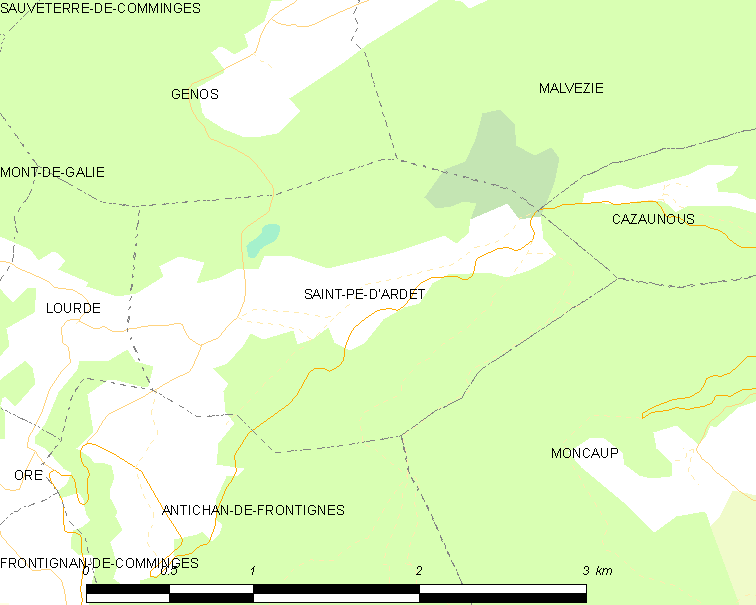
圣佩达尔代的OSM定位图

## 行政
圣佩达尔代的邮政编码为31510，INSEE市镇编码为31509。

## 政治
圣佩达尔代所属的省级选区为巴涅尔德吕雄县。

## 人口

1962-2008年间圣佩达尔代人口变化图示

圣佩达尔代于2022年1月1日时的人口数量为166人。